# Seututie 162
Pour les articles homonymes, voir Route 162.
La route régionale 162 (finnois : Seututie 162) est une route régionale du village Sääksjärvi de Mäntsälä jusqu'à Myrskylä en Finlande,,.

## Présentation
La seututie 162 est une route régionale d'Uusimaa.